# Строл, Чак
Чарльз (Чак) Ричард Строл (англ. Charles (Chuck) Richard Strahl; 25 февраля 1957, Нью-Уэстминстер, Британская Колумбия — 13 августа 2024, Чилливак, Британская Колумбия) — канадский бизнесмен, политик и государственный деятель. Депутат Палаты общин Канады от консервативных партий в 1993—2011 годах, министр сельского хозяйства, министр по делам индейцев и развитию Севера и министр транспорта в правительствах Стивена Харпера, глава Комиссии по надзору за службами безопасности (2012—2014).

## Биография
Родился в 1957 году в Нью-Уэстминстере (Британская Колумбия) в семье лесоруба. До десятилетнего возраста часто переезжал с родителями с места на место в сельской части Британской Колумбии, прежде чем семья осела в Чилливаке. В молодости Чак Строл также работал лесорубом, а позже завёл собственный бизнес. В Чилливаке он познакомился с Дебби Бейтман. Они поженились в 1975 году; в этом браке родились четверо детей, включая будущего консервативного политика Марка Строла.
В начале 1990-х годов политическое положение в стране и пример Престона Мэннинга побудили Строла присоединиться к Реформистской партии Канады. В 1993 году избран в Палату общин Канады от Реформистской партии, представлял избирательный округ Долина Фрейзер — Восток. В 1997 и 2000 годах переизбирался в парламент он Канадского союза — преемника Реформистской партии. С 1997 по 2000 год был парламентским организатором оппозиции в Палате общин, затем лидером фракции Канадского союза.
В 2001 году был в числе депутатов от Канадского союза, покинувших партию из-за разногласий с её лидером Стокуэллом Деем. Отколовшиеся парламентарии сформировали Фракцию демократических представителей (англ. Democratic Representative Caucus, DRC), лидером которой в Палате общин стал Строл. Большинство членов DRC, включая Строла, вернулись в состав Канадского союза, когда на пост его лидера был избран Стивен Харпер. В 2003—2004 годах Строл был заместителем лидера фракции Канадского союза, а затем объединённой Консервативной партии, с 2004 по 2006 год — заместителем спикера Палаты общин от Консервативной партии. В 2005 году он сообщил, что болен раком лёгкого, а также перенёс госпитализацию из-за коллапса лёгкого. После этого несколько раз выступал против поддержки его партией экспорта асбеста, вызывающего мезотелиому.
Когда в январе 2006 года консерваторы на парламентских выборах получили наибольшее количество мандатов, предполагалось, что Стролу будет доверен пост спикера Палаты общин. Однако когда Стивен Харпер сформировал правительственный кабинет из 26 министров, Строл получил в нём портфель министра сельского хозяйства и продовольствия. Под его руководством министерство запустило программу развития сектора биотоплива; в этот же период правительство Канады пересмотрело программу стабилизации доходов в сельском хозяйстве, которую критиковали за излишнюю сложность и бюрократию.
В августе 2007 года после перестановок в кабинете Харпера Строл возглавил министерство по делам индейцев и развития Севера. В период его пребывания на этом посту начала работу Комиссия по установлению истины и примирению, расследовавшая историю нарушений прав человека в индейских школах-интернатах Канады. Был соавтором закона, пересматривавшего полномочия федерального правительства по управлению месторождениями нефти и природного газа, обнаруженными на территориях, контролируемых коренными народами. В 2009 году министерство Строла инициировало фередальный проект экономического развития коренных общин Канады. Однако правительство Канады в эти годы отступило от положений Келоунского соглашения, подписанного предыдущим премьер-министром Полом Мартином и предусматривавшего государственное финансирование улучшения условий жизни коренных народов, а также отказалось подписать Декларацию ООН о правах коренных народов.
В авгисте 2010 года назначен министром транспорта Канады, сменив на этом посту Джона Бэрда. В бытность министром уделял особое теме устойчивого развития общественного транспорта, способствовал продвижению планов строительства шоссе в долине Маккензи.
Перед федеральными выборами 2011 года Чак Строл принял решение завершить политическую карьеру. Кандидатом от Консервативной партии в округе Чилливак-Хоуп в результате стал его сын Марк, который одержал победу и занял место в Палате общин. После ухода из политики стал консультантом, а затем официальным лоббистом энергетической компании Enbridge. В 2012 году Стивен Харпер назначил Строла-старшего новым председателем Комиссии по надзору за службами безопасности (англ. Security Intelligence Review Committee), однако уже в начале 2014 года тому пришлось подать в отставку с этого поста в связи с критикой со стороны комиссара по этике. Это было обусловлено связями Строла в бизнесе, в том числе в области энергетики, что рассматривалось как конфликт интересов.
Скончался в августе 2024 года в возрасте 67 лет от мезотелиомы.